# Paweł Smoczyński
Paweł Leon Smoczyński (ur. 28 czerwca 1914 w Nowym, zm. 9 lutego 1979 w Lublinie) – językoznawca, profesor Uniwersytetu Marii Curie-Skłodowskiej w Lublinie.

## Życiorys
W latach 1933–1937 studiował filologię polską na Uniwersytecie Poznańskim. W okresie okupacji pracował jako nauczyciel i urzędnik na Lubelszczyźnie i Polesiu. W 1945r. zorganizował w Głownie Państwowe Gimnazjum i Liceum Koedukacyjne. Następnie pracował na Uniwersytecie Łódzkim oraz w Państwowej Wyższej Szkole Pedagogicznej w Łodzi. W roku 1951 otrzymał stopień doktora na podstawie pracy Nowy podział rozwoju mowy dziecka. Studium językoznawcze. W latach 1955–1979 pracował na Wydziale Humanistycznym UMCS w Lublinie, początkowo na stanowisku docenta, a od roku 1966 jako profesor nadzwyczajny. Pełnił tam szereg funkcji kierowniczych w katedrach i zakładach filologicznych. Był organizatorem studiów rusycystycznych oraz współorganizatorem filologii angielskiej, germańskiej i romańskiej na UMCS. W latach 1963–1964 gościnnie wykładał w Instytucie Słowiańskim Uniwersytetu Humboldtów w Berlinie (NRD).
Był współpracownikiem Komisji Językowej PAU. Należał do Łódzkiego Towarzystwa Naukowego, Lubelskiego Towarzystwa Naukowego, Towarzystwa Miłośników Języka Polskiego i innych.
Zajmował się trzema obszarami językoznawstwa: mową dziecka, dialektologią oraz onomastyką. Jego najbardziej znaną pracą była monografia Przyswajanie przez dziecko podstaw systemu językowego (1955). Zebrane przez niego materiały wykorzystano m.in. w Małym atlasie gwar polskich oraz w Atlasie językowym kaszubszczyzny i dialektów sąsiednich. Kierował pracami nad Atlasem gwar Lubelszczyzny. Opublikował też pracę Słowiańskie imiona pospolite i własne... (1963).

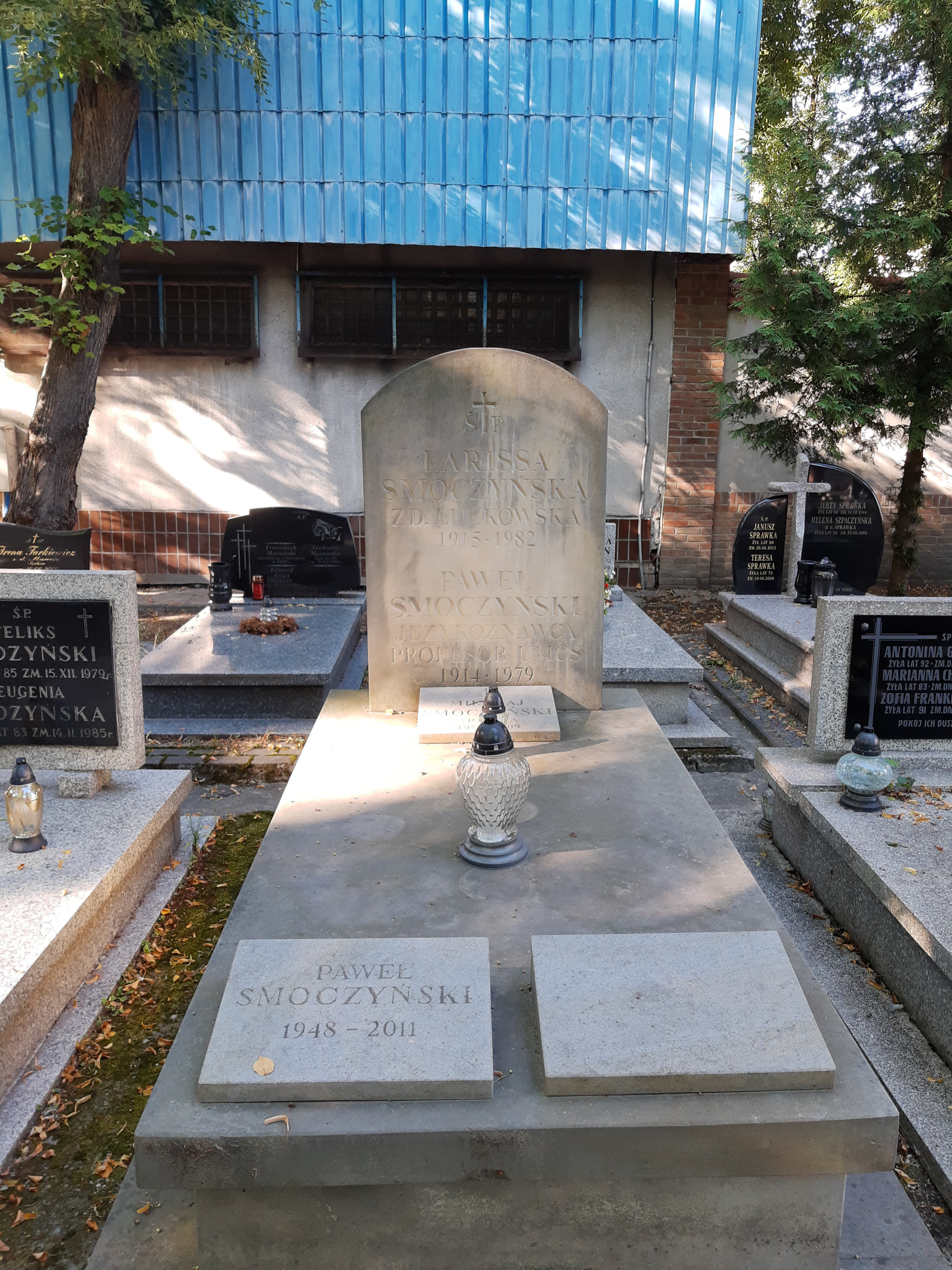
Grób prof. Pawła Smoczyńskiego na cmentarzu przy ulicy Lipowej

Pochowany w części ewangelickiej cmentarza przy ulicy Lipowej w Lublinie (kwatera 4-1-11)